# Motacillidae
Motacillidae Horsfield, 1821 è una famiglia di uccelli appartenente all'ordine dei Passeriformi.

## Tassonomia
Secondo il Congresso Ornitologico Internazionale (2018) la famiglia Motacillidae comprende i seguenti generi e specie:
- Genere Dendronanthus
  - Dendronanthus indicus (J.F.Gmelin, 1789) - ballerina di foresta

- Genere Motacilla
  - Motacilla flava Linnaeus, 1758 - cutrettola
  - Motacilla tschutschensis J.F.Gmelin, 1789
  - Motacilla citreola Pallas, 1776 - cutrettola testagialla orientale
  - Motacilla capensis Linnaeus, 1766 - ballerina del Capo
  - Motacilla flaviventris Hartlaub, 1860 - ballerina del Madagascar
  - Motacilla bocagii (Sharpe, 1892) -  beccolungo di Bocage
  - Motacilla cinerea Tunstall, 1771 - ballerina gialla
  - Motacilla clara Sharpe, 1908 - ballerina montana
  - Motacilla alba Linnaeus, 1758 - ballerina bianca
  - Motacilla aguimp Temminck, 1820 - ballerina africana
  - Motacilla samveasnae Duckworth et al, 2001 - ballerina del Mekong
  - Motacilla grandis Sharpe, 1885 - ballerina del Giappone
  - Motacilla maderaspatensis J.F.Gmelin, 1789 - ballerina cigliabianche

- Genere Tmetothylacus
  - Tmetothylacus tenellus (Cabanis, 1878) - pispola dorata

- Genere Macronyx
  - Macronyx sharpei Jackson, 1904 - unghialunga di Sharpe
  - Macronyx flavicollis Rüppell, 1840 - unghialunga d'Abbisinia
  - Macronyx fuelleborni Reichenow, 1900 - unghialunga di Fuelleborn
  - Macronyx capensis (Linnaeus, 1766) - unghialunga del Capo
  - Macronyx croceus (Vieillot, 1816) - unghialunga golagialla
  - Macronyx aurantiigula Reichenow, 1891 - unghialunga di Pangani
  - Macronyx ameliae de Tarragon, 1845 - unghialunga golarosa
  - Macronyx grimwoodi Benson, 1955 - unghialunga di Grimwood

- Genere Anthus
  - Anthus richardi Vieillot, 1818 - calandro maggiore
  - Anthus rufulus Vieillot, 1818 - pispola delle risaie
  - Anthus australis Vieillot, 1818 - pispola australiana
  - Anthus novaeseelandiae (J.F.Gmelin, 1789) - calandro maggiore della Nuova Zelanda
  - Anthus cinnamomeus Rüppell, 1840 - pispola africana
  - Anthus hoeschi Stresemann, 1938 - pispola montana
  - Anthus godlewskii (Taczanowski, 1876) - calandro di Godlewski
  - Anthus campestris (Linnaeus, 1758) - calandro
  - Anthus similis (Jerdon, 1840) - calandro bruno
  - Anthus nyassae Neumann, 1906 - calandro del lago Nyassa
  - Anthus vaalensis Shelley, 1900 - calandro del Vaal
  - Anthus longicaudatus Liversidge, 1996 - pispola codalunga
  - Anthus leucophrys Vieillot, 1818 - calandro dai sopraccigli bianchi
  - Anthus pallidiventris Sharpe, 1885 - calandro ventrepallido
  - Anthus pratensis (Linnaeus, 1758) - pispola
  - Anthus trivialis (Linnaeus, 1758) - prispolone
  - Anthus hodgsoni Richmond, 1907 - prispolone indiano
  - Anthus gustavi Swinhoe, 1863 - pispola della Pechora
  - Anthus roseatus Blyth, 1847 - pispola rosata
  - Anthus cervinus (Pallas, 1811) - pispola golarossa
  - Anthus rubescens (Tunstall, 1771) - spioncello ventrerossiccio
  - Anthus spinoletta (Linnaeus, 1758) - spioncello
  - Anthus petrosus (Montagu, 1798) - spioncello marino
  - Anthus nilghiriensis Sharpe, 1885 - spioncello del Nilgiri
  - Anthus sylvanus (Hodgson, 1845) - spioncello delle alture
  - Anthus berthelotii Bolle, 1862 - calandro di Berthelot
  - Anthus lineiventris Sundevall, 1850 - spioncello striato
  - Anthus crenatus Finsch & Hartlaub, 1870 - pispola ciuffogiallo
  - Anthus brachyurus Sundevall, 1850 - pispola codacorta
  - Anthus caffer Sundevall, 1850 - pispola cafra
  - Anthus sokokensis van Someren, 1921 - pispola di Sokoke
  - Anthus melindae Shelley, 1900 - pispola di Malindi
  - Anthus chloris Lichtenstein, 1842 - zampagrossa pettogiallo
  - Anthus gutturalis De Vis, 1894 - spioncello della Nuova Guinea
  - Anthus pseudosimilis Liversidge & Voelker, 2002 - pispola del Kimberley
  - Anthus spragueii (Audubon, 1844) - pispola di Sprague
  - Anthus lutescens Pucheran, 1855 - pispola giallastra
  - Anthus furcatus d'Orbigny & Lafresnaye, 1837 - pispola beccocorto
  - Anthus brevirostris Taczanowski, 1875 -
  - Anthus chacoensis Zimmer, 1952 - pispola di Chaco
  - Anthus correndera Vieillot, 1818 - pispola di Correndera
  - Anthus antarcticus Cabanis, 1884 - pispola antartica
  - Anthus nattereri P.L.Sclater, 1878 - pispola di Natterer
  - Anthus hellmayri Hartert, 1909 - pispola di Hellmayr
  - Anthus bogotensis P.L.Sclater, 1855 - pispola del Paramo